# Moussa Hilal
Moussa Hilal (en arabe : موسى هلال), né en 1961, est considéré comme un des principaux dirigeants des milices djandjawids soudanaises accusées de violences au cours de la guerre civile au Darfour, ce que ce dernier nie. Il est une des principales figures de la tribu arabe des Rizeigat Abbala (éleveurs de chameaux) du nord du Darfour, et il appartient plus particulièrement aux Mahamid Um Jallul.
Il aurait été un proche du rebelle tchadien Mahamat Nour Abdelkerim[réf. nécessaire].
Il dirige en 2010 la composante de la Brigade du renseignement aux frontières du nord du Darfour, qui compte environ 5 000 hommes.
Il est nommé en janvier 2008, conseiller du ministre des Affaires fédérales soudanais. Cette nomination a été critiquée par l'association Human Rights Watch, l'association le décrivant comme le symbole des atrocités commises par les Janjawids au Darfour.
Le 20 janvier 2012, le président du Tchad Idriss Déby épouse Amani Moussa Hilal, une de ses filles.